# Mimetebulea
Mimetebulea is een geslacht van vlinders van de familie van de grasmotten (Crambidae), uit de onderfamilie van de Spilomelinae. De wetenschappelijke naam voor dit geslacht is voor het eerst gepubliceerd in 1968 door Eugene Gordon Munroe en Akira Mutuura.
Dit geslacht is monotypisch, dat wil zeggen dat het maar één soort heeft namelijk Mimetebulea arctialis Munroe & Mutuura, 1968 uit China. Deze soort is ook de typesoort.